# Khūjeh Yāpāqī
Khūjeh Yāpāqī (persiska: خوجه ياپاقی) är en ort i Iran.   Den ligger i provinsen Golestan, i den norra delen av landet, 400 km nordost om huvudstaden Teheran. Khūjeh Yāpāqī ligger 482 meter över havet och antalet invånare är 564.
Terrängen runt Khūjeh Yāpāqī är lite bergig. Runt Khūjeh Yāpāqī är det ganska glesbefolkat, med 48 invånare per kvadratkilometer. Närmaste större samhälle är Arjanlī, 3,0 km sydväst om Khūjeh Yāpāqī. Trakten runt Khūjeh Yāpāqī består till största delen av jordbruksmark.